# Битва при Вимейру
Битва у Вимейру (порт. Batalha do Vimeiro) — сражение периода первого французского вторжения в Португалию, произошедшее 21 августа 1808 года около деревни Вимейру, расположенной у реки Масейра на дороге в Лиссабон. 
Английская армия генерала Артура Уэлсли (будущего герцога Веллингтона), усиленная португальскими ополченцами, одержала победу над французской армией генерала Жана Андоша Жюно. Жюно отступил к Торриш-Ведраш и 30 августа, ввиду безвыходного положения, подписал конвенцию в Синтре, по которой согласился вывести свою армию из Португалии, а англичане взамен обязались перевезти его войска со всем оружием, знаменами и багажом во Францию. В этом сражении англичанами была впервые применена шрапнель.

## Силы сторон
Англо-португальская армия имела в своем составе 18 778 солдат и офицеров ( в том числе 2100 португальских солдат и офицеров ), плюс 18 орудий. Португальское ополчение насчитывало 585 солдат, унтер-офицеров и офицеров.
Французские войска насчитывали 8300 пехотинцев, 2100 резервистов, 1950 всадников и 700 артиллеристов, всего примерно 13-14 тысяч, и 23 орудия.

## Развертывание войск
В кампанию 1808 года, в августе, после поражения от англичан отряда генерала Ляборда у Ролиса, генерал Жюно решил собрать все свои силы и атаковать английские войска раньше, чем они получат новые подкрепления.
16 августа французские войска, занимавшие Лиссабон, покинули его и двинулись к Виль-Франшу; оставив в последнем пункте отряд генерала Тиебольта, Жюно перешел в Алькаентру, где 17 августа соединился с отрядом генерала Луазона. Направившись вслед за тем к Торриш-Ведрашу, маршал приказал отрядам Тиебольта и Ляборда (последний находился у Монтантли) следовать туда же. 19 августа у Торриш-Ведраша собралось 12 тысяч французской пехоты и 11,5 тысяч конницы. Чувствуя недостаток в съестных припасах, Жюно решил немедленно начать наступление.
Английские войска (около 16 тысяч) с 20 августа были расположены у Вимейру. Англичане не ожидали наступления французов, поэтому меры охранения ограничивались высылкой авангарда на высоту, лежащую к югу-западу от селения; 6 бригад пехоты стояли биваком на возвышенностях, лежащих к востоку от Вимейры, конница и артиллерия занимали долину, лежащую между холмами, на которых расположилась пехота; обозы были сосредоточены в Вимейра.

## Ход битвы
21 августа в 8 часов утра на виду английского авангарда показались французские войска. Услышав выстрелы в авангарде, командир английского отряда генерал Веллингтон направил на помощь своим войскам бригады Фергюсона, Найтингаля, Аклянда и Бовеса; бригада Анстрютера заняла позицию вправо от авангарда.
Французы наступали в двух колоннах: правая (6 тысяч) Луазона, левая (5 тысяч) Ляборда. Резерв Келлермана должен был служить связью между колоннами, удаленными друг от друга на значительное расстояние; генерал Маргарон командовал конницей.
Колонна Ляборда двинулась против английского авангарда; её левый фланг был прикрыт конным отрядом, а справа следовал пехотный полк, получивший приказание обойти позицию противника и проникнуть в селение со стороны церкви. Несмотря на сильный огонь неприятеля, французы продвигались вперед. Когда они приблизились к позиции англичан, последние контратаковали и смяли французскую колонну. В то же время полк, направлявшийся в деревню со стороны церкви, был атакован во фланг бригадой Аклянда, а вслед за тем и конницей. Войска Ляборда в беспорядке отступили на свою кавалерию, которая смелыми атаками прекратила преследование англичан.
Колонна Луазона, поддержанная сильным конным отрядом, пошла в атаку одновременно с войсками Ляборда и в начале потеснила передовые части англичан, но затем, наткнувшись на бригаду Фергюсона, французы, после упорного штыкового боя, вынуждены были отступить. Жюно привел в порядок свои расстроенные войска и, под прикрытием авангарда из 4 кавалерийских полков, отступил к Торриш-Ведрашу.
Потери англо-португальской армии составили 720 убитыми.
Французские войска потеряли 2160 человек убитыми и пленными, а также 13 пушек.

## Переговоры и эвакуация
Французское командование на военном совете в Торриш-Ведраше решило вступить с англичанами в переговоры об оставлении Португалии. Генерал Келлерман отправился парламентером в английский лагерь, а французский отряд двинулся к Лиссабону, куда прибыл 25 августа. 30 августа в Торриш-Ведраше уполномоченные обеих сторон подписали соглашение об эвакуации французских войск из Португалии, после чего армия Жюно с оружием и обозами была перевезена англичанами морем на родину. Подобных «капитуляций» военная история ещё не знала.

## Последствия
В результате сражения французы потеряли контроль над Португалией, которая стала важнейшей базой борьбы с наполеоновскими в ходе Пиренейских войск. Второе крупное поражение за два месяца (после Байлена) нанесло значительный урон по репутации французских войск, способствовало активизации национальной борьбы в Испании и формированию пятой антифранцузской коалиции. Во Франции генерал Жюно с трудом избежал предания суду за подписанную капитуляцию. С другой стороны, крайне мягкие условия капитуляции вызвали негодование также и в Англии, в результате чего Веллингтон и сменивший его на посту командующего сразу после битвы (но до подписания капитуляции) Хью Далримпл были преданы суду.